# 1843

## Събития
- В град Елена е отворено първото класно училище в България Даскалоливница.
- Започва албанското въстание, известно като Въстанието на Дервиш Цара.
- Основан е град Айерсун, Норвегия.
- Основан е град Де Мойн, САЩ.
- Открит е минералът Кубанит на остров Куба, откъдето носи името си.
- Открит е химичният елемент Ербий.
- 2 януари – Състои се премиерата на операта Летящият холандец на Рихард Вагнер в опера „Семпер“, Дрезден.
- 3 януари – Състои се премиерата на операта Дон Паскуале на Гаетано Доницети в Театър „Италианска комедия“, Париж.
- 12 януари – Състои се премиерата на операта Робинята Камоенша на Фридрих Флотов в Театър „Комик“, Париж.
- 23 януари – За пръв път са патентовани бучките захар от швейцарско-чешкия предприемач Якоб Кристоф Рад.
- 11 февруари – Състои се премиерата на операта Ломбардци на Джузепе Верди в Ла Скала, Милано.
- 15 март – Състои се премиерата на операта „Чарлс VI“ на Жак Фроментал Халеви в Парижката национална опера.
- 20 април – Принц Аугуст фон Сакс-Кобург-Гота се жени за френската кралица Клементина Бурбон-Орлеанска.
- 30 май – Бразилският император Педро II се жени за Тереза Кристина.
- 13 юни – Започва строежа на двореца Долмабахче в Истанбул.
- 26 юни – Хонконг става британска колония.
- 19 юли – На вода е пуснат параходът Грейт Британ на инженера Изъмбард Кингдъм Брунел.
- 26 юли – Полският поет Зигмунт Крашински се жени за полската графиня Елиза Браницка.
- 2 септември – Излиза първи брой на британското списание Икономист.
- 6 септември – Царскоселският лицей е преместен от Царское село в Санкт Петербург и е преименувано на Александровски лицей.
- 1 октомври – Започва да излиза британския таблоид Нюз ъф дъ Уърлд.
- 13 октомври – Основан е Независимият орден Бней Брит – най-старата съществуваща и днес еврейска благотворителна организация в света.
- 16 октомври – Уилям Роуън Хамилтон измисля кватернионите.
- 13 ноември – Състои се премиерата на операта Дон Себастиян на Гаетано Доницети в Парижката национална опера.
- 17 ноември – Официално е открит Първи градски театър в Екатеринбург.
- 28 ноември – Хавайските острови получават независимост в резултат на договор между Англия и Франция.
- 19 декември – За първи път е публикувана новелата на Чарлз Дикенс Коледна песен.

## Родени
- Арсений Мартинов, български революционер († 1868 г.)
- Вадим Василиевич Благодарев, руски мореплавател († 1890 г.)
- Георги Бенев, български революционер († 1909 г.)
- Георги Веселинов-Зограф, български художник († 1886 г.)
- Георги Цанков, български политик († 1892 г.)
- Даниел Неф, швейцарско-български парков архитект († 1900 г.)
- Диме Коров, български революционер († ? г.)
- Емануил Бенакис, гръцки политик († 1929 г.)
- Иван Весов, български общественик († ? г.)
- Иван Златин, български индустриалец († 1927 г.)
- Иван Хаджиенов, български предприемач († 1923 г.)
- Илия Джагаров, български революционер († 1902 г.)
- Костаки Пеев, български общественик († 1920 г.)
- Михаил Нишков, български революционер († 1887 г.)
- Нако Манасиев, български революционер († 1919 г.)
- Никола Доганов, български просветен деец († ? г.)
- Павел Ковалевски, руски художник († 1903 г.)
- Петър Топалов, български войвода († 1876 г.)
- Сава Райнов, български революционер († 1929 г.)
- Сотир Антониади, гръцки лекар († 1928 г.)
- Цони Гергев Механджоолу, български политик († 1905 г.)
- 13 януари – Луи Леже, френски славист († 1923 г.)
- 15 януари – Георги Хаджитилев, български духовник и политик
- 15 януари – Теофилакт Хаджитилев, български духовник († 1922 г.)
- 17 януари – Андон Попкамчев, български възрожденец († 1902 г.)
- 29 януари – Уилям Маккинли, 25-ият президент на САЩ († 1901 г.)
- 5 февруари – Никола Ганчев, български революционер († 1876 г.)
- 8 февруари – Едуард Сахер, австрийски сладкар († 1892 г.)
- 15 февруари – Карл Райс, немски индустриалец († 1914 г.)
- 19 февруари – Аделина Пати, италианска певица († 1919 г.)
- 24 февруари – Теофило Брага, президент на Португалия († 1924 г.)
- 28 февруари – Джордже Симич, сръбски политик († 1921 г.)
- 2 март – Клотилда Савойска, савойска принцеса († 1911 г.)
- 3 март – Уилиям Чандлър Робъртс-Аустен, английски металург († 1902 г.)
- 10 март – Александър Чудинов, руски писател († 1908 г.)
- 12 март – Габриел Тард, френски социолог († 1904 г.)
- 19 март – Йорданка Филаретова, българска революционерка († 1915 г.)
- 24 март – Мария-Анунциата Бурбонска, австрийска благородничка († 1871 г.)
- 30 март – Константин Станюкович, руски писател († 1903 г.)
- 4 април – Ханс Рихтер, австро-унгарски композитор († 1916 г.)
- 5 април – Абидин паша Дино Превезели, османски администратор († 1906 г.)
- 5 април – Петко Каравелов, български политик († 1903 г.)
- 8 април – Асгер Хамерик, датски композитор († 1923 г.)
- 15 април – Хенри Джеймс, американски писател († 1916 г.)
- 25 април – Алиса Сакс-Кобург-Готска, херцогиня на Хесен и Рейн († 1878 г.)
- 2 май – Михаил Ореус, руски офицер († 1920 г.)
- 3 май – Илия Антонович, сръбски търговец († 1921 г.)
- 10 май – Бенито Перес Галдос, испански писател († 1920 г.)
- 21 май – Луи Рено, френски юрист († 1918 г.)
- 21 май – Шарл Албер Гоба, швейцарски политик († 1914 г.)
- 2 юни – Михаил Певцов, руски изследовател († 1902 г.)
- 3 юни – Фредерик VIII, крал на Дания († 1912 г.)
- 9 юни – Берта фон Зутнер, австрийска писателка († 1914 г.)
- 15 юни – Едвард Григ, норвежки композитор († 1907 г.)
- 16 юни – Давид Попер, чешки композитор († 1913 г.)
- 25 юни – Фридрих Хоенцолерн-Зигмаринген, немски принц († 1904 г.)
- 2 юли – Антонио Лабриола, италиански философ († 1904 г.)
- 5 юли – Николай Лайхтенбергски, руски аристократ († 1890 г.)
- 5 юли – Пьотър Паренсов, руски офицер († 1914 г.)
- 6 юли – Владимир Роге, руски чиновник († 1906 г.)
- 7 юли – Камило Голджи, италиански невролог († 1926 г.)
- 17 юли – Хулио Архентино Рока, президент на Аржентина († 1914 г.)
- 21 юли – Мария Анна Кобург-Браганска, португалска принцеса († 1884 г.)
- 24 юли – Александър Иностранцев, руски геолог († 1919 г.)
- 26 юли – Степан Джевецки, руски инженер († 1938 г.)
- 31 юли – Петер Розегер, австрийски писател († 1918 г.)
- 31 юли – Фридрих Роберт Хелмерт, германския геодезист († 1917 г.)
- 1 август – Роберт Тод Линкълн, американски юрист († 1926 г.)
- 8 август – Анри дьо Ламот, френски офицер († 1926 г.)
- 8 август – Христо Стамболски, български общественик († 1932 г.)
- 12 август – Колмар Фрайхер фон дер Голц, немски фелдмаршал († 1916 г.)
- 19 август – Чарлз Даути, английски поет († 1926 г.)
- 25 август – Александър Фок, руски военен деец († 1926 г.)
- 31 август – Георг фон Хертлинг, немски политик († 1919 г.)
- 8 септември – Дмитрий Анучин, руски учен († 1923 г.)
- 10 септември – Никола Златев, български аптекар († 1916 г.)
- 20 септември – Николай Александрович, руски княз († 1865 г.)
- 21 септември – Георги Бенковски, български революционер († 1876 г.)
- 22 септември – Николай Гродеков, руски генерал († 1913 г.)
- 25 септември – Иван Попхристов, български революционер († 1868 г.)
- 29 септември – Михаил Скобелев, руски офицер († 1882 г.)
- 30 септември – Матилда Лудовика Баварска, баварска херцогиня († 1925 г.)
- 13 октомври – Михаил Газенкампф, руски офицер († 1913 г.)
- 20 октомври – Евалд Хекер, немски психиатър († 1909 г.)
- 27 октомври – Робърт Лий младши, американски генерал († 1914 г.)
- 2 ноември – Марк Антоколски, руски скулптор († 1902 г.)
- 3 ноември – Евгений Утин, руски писател († 1894 г.)
- 19 ноември – Одоардо Бекари, италиански изследовател († 1920 г.)
- 19 ноември – Рихард Авенариус, немски философ († 1896 г.)
- 10 декември – Надежда Михайловна Половцова, руска благородничка († 1908 г.)
- 11 декември – Роберт Кох, немски учен († 1910 г.)
- 24 декември – Михаил Засулич, руски офицер († 1910 г.)
- 29 декември – Елизабет, принцеса на Вид, румънска кралица († 1916 г.)
- 29 декември – Уилям Хемсли, британски ботаник († 1924 г.)
- 30 декември – Георги Друмохарски, български общественик († 1912 г.)

## Починали
- Александър Варнек, руски художник (* 1782 г.)
- Гавриил Скопски, гръцки духовник (* ? г.)
- Георгиос Теохарис, гръцки общественик (* 1758 г.)
- Джон Биско, английски мореплавател (* 1794 г.)
- Мехмед Дилавер паша, османски администратор (* ? г.)
- Негрий Блажев, български зограф (* 1783 г.)
- Томас Коултър, ирландски физик (* 1793 г.)
- Юсуф Мухлис паша Серезли, османски администратор (* 1784 г.)
- 12 януари – Антонио, граф на Лече (* 1816 г.)
- 15 февруари – Теодорос Колокотронис, гръцки генерал (* 1770 г.)
- март – Теодосий Синаитски, български печатар (* ? г.)
- 16 март – Антон Фалк, холандски политик (* 1777 г.)
- 21 март – Робърт Саути, английски поет (* 1774 г.)
- април – Калиник Преспански и Охридски, гръцки духовник (* ? г.)
- 14 април – Йозеф Ланер, австрийски композитор (* 1801 г.)
- 21 април – Огъстъс Фредерик, херцог на Съсекс (* 1773 г.)
- 29 април – Алексей Оленин, руски историк (* 1763 г.)
- 6 юни – Фридрих Хьолдерлин, немски писател (* 1770 г.)
- 11 юни – Пьотър Витгенщайн, руски генерал (* 1769 г.)
- 16 юни – Уилям Каткарт, британски генерал (* 1755 г.)
- 17 юни – Йохан Натерер, австрийски зоолог (* 1787 г.)
- 24 юни – Йохан Фридрих Кинд, немски писател (* 1768 г.)
- 25 юни – Мария Ленорман, френска гадателка (* 1772 г.)
- 2 юли – Самуел Ханеман, създател на хомеопатията (* 1755 г.)
- 25 юли – Чарлз Макинтош, шотландски химик (* 1766 г.)
- 5 август – Николай Раевски, руски генерал (* 1801 г.)
- 19 септември – Гюстав Кориолис, френски математик (* 1792 г.)
- 15 октомври – Екатерина Гончарова, руска баронеса (* 1809 г.)
- 11 декември – Казимир Делавин, френски поет (* 1793 г.)
- 12 декември – Вилем I, крал на Нидерландия (* 1772 г.)

Вижте също:
- календара за тази година